# (S)-リモネン-3-モノオキシゲナーゼ
(S)-リモネン-3-モノオキシゲナーゼ（(S)-limonene 3-monooxygenase）は、モノテルペノイド生合成酵素の一つで、次の化学反応を触媒する酸化還元酵素である。
(-)-(S)-リモネン + NADPH + H+ + O2 {\displaystyle \rightleftharpoons } (-)-trans-イソピペリテノール + NADP+ + H2O
この酵素の基質は(-)-(S)-リモネン、NADPH、H+とO2で、生成物は(-)-trans-イソピペリテノール、NADP+とH2Oである。補因子としてヘムを用いる。
組織名は(S)-limonene,NADPH:oxygen oxidoreductase (3-hydroxylating)で、別名に(-)-limonene 3-hydroxylase、(-)-limonene 3-monooxygenase、(-)-limonene,NADPH:oxygen oxidoreductase (3-hydroxylating)がある。